# Yehuda Leib HaLevi Ashlag
Yehuda Leib HaLevi Ashlag (em hebraico: רַבִּי יְהוּדָה לֵיבּ הַלֵּוִי אַשְׁלַג; Łódź, 1885 ou 1886 – Jerusalém, 7 de outubro de 1954), Rabbi Yehudah Ashlag ou Baal ha-Sulam (בַּעַל הַסּוּלָם, "o dono da escada"), como é conhecido em referência a sua magnum opus Sulam (uma tradução comentada do Zohar), foi um rabino ortodoxo e cabalista nascido em no Congresso da Polônia, Império Russo, vindo de uma família de estudiosos ligados aos tribunais hassídicos de Porisov e Belz. Foi aluno de Rabbi Admor de Kałuszyn Meir Shalom Rabinowitz (falecido em 1903) e depois foi aluno do filho Rabbi Yehoshua Asher Rabinowitz de Porisov, um descendente de Ha-Yehudi Ha-Kadosh.
Baal ha-Sulam viveu na Terra Santa de 1922 até sua morte em 1954, com exceção de dois anos na Inglaterra (1926–1928), além do comentário Sulam que lhe valeu o Prêmio Rabbi Kook para a Literatura da Torá no ano de 1954, seu segundo grande trabalho Talmud Eser Sefirot (O Estudo das Dez Sefirot) é considerado como o livro central para os estudantes da Cabala. Baal ha-Sulam interpretou sistematicamente a Sabedoria da Cabala e promoveu sua ampla disseminação. De acordo com suas diretrizes, muitos seguidores contemporâneos dos seus ensinamentos esforçam-se na difusão da Sabedoria da Cabala para as massas.

## Biografia

### Na Polônia
Baal ha-Sulam supostamente começou a estudar Cabala a partir dos sete anos de idade, escondendo páginas do livro Etz Chaim (A Árvore da Vida) de Isaac Luria no tratado Talmúdico que deveria estar estudando. Na idade de doze anos, ele estudou o Talmude de forma independente. Aos dezenove anos, o conhecimento de Baal ha-Sulam sobre a Torá era profundo o suficiente para os rabinos de Varsóvia conferir-lhe o título de Rabino. Durante este período, trabalhou como juiz no tribunal dos rabinos de Varsóvia e também ganhou experiência como professor de formação de juízes para tribunais judaicos. Baal ha-Sulam também estudou alemão em Varsóvia e lia textos originais de Hegel, Marx, Nietzsche, e Schopenhauer. Ainda na Polônia, ele conheceu um comerciante não identificado de Varsóvia, que se revelou a Baal ha-Sulam como um Cabalista. Baal ha-Sulam estudou com esse professor em particular todas as noites durante três meses, e o professor desapareceu. Alguns meses depois, Baal ha-Sulam encontrou o professor novamente e, depois de lhe implorar, convenceu-o a revelar um importante segredo cabalístico.

### Em Israel
Em 1921, com a idade de 36 anos, Baal ha-Sulam buscou estabelecer-se em Israel, iniciando uma jornada que levou vários meses. Ele passou os primeiros anos vivendo anonimamente, apoiando sua família através de trabalhos manuais durante o dia e escrevendo seus comentários à noite. Eventualmente, ele foi reconhecido através de seu trabalho, e foi nomeado rabino de Givat Shaul, em Jerusalém em 1924. Baal ha-Sulam era amigo do Cabalista e Rabino-Chefe do Mandato Britânico da Palestina, Rabino Abraão Kook, que reconheceu Baal ha-Sulam como um grande seguidor de Isaac Luria. Em Israel, Baal ha-Sulam tinha esperança de encontrar grandes cabalistas em Jerusalém, incluindo os seguidores (Sefarditas) do grande cabalista judeu iemenita do século XVIII, Sar Shalom Sharabi. No entanto, ficou profundamente desapontado com seu encontro com eles. Seus pontos de vista sobre a Cabala eram contrários à experiência de Baal ha-Sulam, que para ele era um meio de profunda transformação pessoal e iluminação espiritual, tornando-se um vaso (Kli) para a luz (Ohr) divina.
Em 1926, Baal ha-Sulam partiu para Londres, e foi lá que escreveu seu comentário sobre o livro de Isaac Luria, Etz Chaim (A Árvore da Vida). Este trabalho é intitulado Panim Meirot Umasbirot. Levou um ano e meio para concluir este trabalho. Foi publicado em 1927 e, em 1928, Baal ha-Sulam retornou ao Mandato Britânico da Palestina.
Em 1932, Baal ha-Sulam junto com sua família mudaram-se para Jafa. Durante este período, ele também iniciou uma de suas principais obras o Talmud Eser Sefirot, um comentário sobre todos os escritos do Isaac Luria. Neste empreendimento, ele desenvolveu uma explicação abrangente da sequencia da criação de todos os Mundos Superiores (Olam Elyonim), começando com a Fonte de Emanação (Ma'atzil) e terminando no Nosso Mundo (Olam HaZeh). O trabalho é dividido em seis volumes, contendo dezesseis partes e mais de mil páginas. Alguns hoje o consideram como o núcleo de todo o ensino acerca da Sabedoria da Cabala.
Na década de 1930, Baal HaSulam agora na casa dos cinquenta anos, reuniu em seu entorno um grupo de discípulos, incluindo o R. Yehuda Tzvi Brandwein o seu aluno mais próximo, e estudavam Cabala todas as noites, muitas vezes desde pouco depois da meia-noite à alvorada. Ele também compôs muitos artigos e cartas e foi esse o momento em que Baal ha-Sulam abertamente promoveu o estudo da Cabala em uma larga escala. Ele fez um grande esforço para publicar materiais cabalísticos, procurou meios adequados para disseminar o conhecimento que ele havia adquirido em toda a nação. Ele começou uma publicação independente do boletim cabalístico ha-Uma (A Nação), até onde se sabe apenas um exemplar sobreviveu. Seu conteúdo apresenta as profundezas analíticas de Baal ha-Sulam de usar o conhecimento que ele havia alcançado no estudo da Sabedoria da Cabala para iluminar a causa dos problemas políticos e sociais no egoísmo humano; dando razões pelas quais o comunismo estava fadado ao fracasso e oferecendo soluções para corrigir a propriedade do egoísmo humano através de seu método de ensino da Cabala. Baal ha-Sulam difere fundamentalmente de todos os Cabalistas do passado, que estudavam e ensinavam a Sabedoria da Cabala de forma oculta, ele sentia uma grande necessidade de revelar e esclarecer seus ensinamentos para as massas. Isso porque ele via que a inclinação do mal nas pessoas (o egoísmo humano) subiria a um grau completamente novo nessa era da humanidade, causando uma era completamente nova de sofrimento interno, fazendo com que a humanidade se sentisse em uma existência sem sentido e confusa.
Em 1943, Baal ha-Sulam mudou-se para Tel Aviv, começou a trabalhar em seu livro ha-Sulam (A Escada), uma coleção de comentários sobre o livro do Zohar. Nesse período, ele escrevia durante dezoito horas por dia, devido à falta de dinheiro, não conseguia pagar uma quantidade suficiente de papel e tinta para escrever explicações mais precisas, mais tarde revelou que se estivesse dentro de suas capacidades, ele teria escrito um comentário completo sobre o livro do Zohar em duzentos volumes, mas ele era incapaz de começar o trabalho por causa da falta de recursos. Baal ha-Sulam concluiu esse trabalho em 1953 e, mais tarde, foi adicionado mais três volumes. O aluno mais próximo, o Rav Yehuda Tzvi Brandwein, completou o seu comentário sobre o Zohar e também escreveu um comentário sobre o Tikunei HaZohar e o nomeou Maalot HaSulam. Em homenagem à conclusão de todo o trabalho, seus alunos organizaram uma grande festa em Meron, onde Baal ha-Sulam fez o discurso que hoje é impresso sob o título Maamar LeSiyum HaZohar (Um Artigo para a Conclusão do Zohar, também conhecido como como Discurso em Celebração pela Conclusão do Zohar). Rabbi Yehuda Leib HaLevi Ashlag morreu no dia do Yom Kippur em 1954. E foi enterrado no cemitério Har HaMenuchot localizado em Givat Shaul, Jerusalém, Israel.
Além de seu filho (RABASH); o rabino Yehudah Tzvi Brandwein, descendente direto do famoso primeiro Admor de Stretin, o Rabino Yehudah Tzvi de Stretin, foi um dos principais discípulos de Baal ha-Sulam. Seu vasto conhecimento sobre o sistema luriânico da Cabala permitiu-lhe codificar e editar os escritos completos do Ari HaKadosh. E ele continuou com o estilo semelhante de tradução e comentário de Baal ha-Sulam conhecido como Maalot HaSulam (Extensão da Escada) da obra de Rabi Shimon bar Yochai, essa a qual Baal Haha-Sulam não consegui completar durante sua vida, a saber Hashmatot HaZohar e o comentário sobre o Tikkunei HaZohar.
Rabino Brandwein foi um dos primeiros colonos judeus dentro da Cidade Velha de Jerusalém após a Guerra dos Seis Dias, dirigiu a escola religiosa em Jerusalém chamada Yeshivá Kol Yehudah, fundada em 1922 pelo rabino Yehuda Ashlag. Por um tempo ele também serviu como Rabino-Chefe do Histadrut (o sindicato trabalhista israelense), usando a sua posição para levar muitos israelenses seculares de volta ao judaísmo.

## Obras cabalísticas
Sulam - Zohar - Prologo.:
1) "A Rosa" _R. Hizikia._Falou:
"Como uma rosa entre os espinhos.”_O que é uma rosa?_É a Assembléia de Israel chamada Malcut._Há uma rosa e uma rosa_Assim como uma rosa entre os espinhos está tingida de vermelho e branco, a Assembléia de Israel contém Din [julgamento] e Rahamim [misericórdia].
No versículo: “No princípio, Deus criou” (Berexith Bara Eloim),_Deus a seguir provocou 13 palavras para cercar a Assembléia de Israel por todos os lados.
A Escada.:
Há dez Sefirot: "Kether" (=Coroa), "Hokmah" (= Sabedoria); 
"Binah" (= Entendimento);
"Hesed" (=Misericórdia), Gevurah (=Força), Tiferet (=Beleza), Netzah (=Eternidade), Hod (=Deslumbro), Ysod (=Fundamento) e Malcut (A Morada).
No entanto, são essencialmente apenas "5": (1) Keter; (2) Hokmah e (3) Binah; (4) Tiféreth; uma vez que essa Sefirá [singular de Sefirot] contém seis Sefirot (=HGT-NHY) e (5) Malkhut.

Eles se tornaram cinco Partzufim:_1º partzuf (AA) que é Kether que é chamado o Face Grande;_2º e 3º partzuf (AVI) que são Hocma e Bina e que subintende-se como sendo--Aba [Pai] Ve [e] Ima [Mãe];_4º e 5º partzuf (ZON) Tiferet e Malkhut que são chamados de Zeir Anpin (Face Pequena) e Nukva (Noiva)... Sulam - Baal ha-Sulam
Baal HaSulam além de ter escrito dois trabalhos principais, possui obras que variam desde composições musicais à cartas instruído e debatendo assuntos relacionados a vida religiosa e social dos judeus com interessados na sabedoria da cabala. Há ainda, uma publicação do caderno de estudo de seu filho e discípulo Baruch Ashlag, esse caderno, intitulado Shamati (Eu Ouvi!), contendo mais de duzentos artigos que foram copiados das lições e conversas com seu pai. RABASH, manteve este caderno com ele em segredo, até que estando em seu leito de morte, em 1991, o revelou aos discípulos próximos, mais tarde, foi publicado em hebraico e foi traduzido para muitas línguas diferentes. Os artigos encontrados nolivro "Ouvi em!" formam um trabalho cabalístico único em sua profundidade emocional de captar os processos internos pelos quais um Cabalista atravessa o caminho da realização espiritual.:

### Trabalhos de interesse
- Matan Torá;
- Perush HaSulam;
- Talmud Eser haSefirot;
- Panim Meirot u'Masbirot;
- Ha'Akadama Le Talmud Eser haSefirot;
- Ha'Akadama Le Sefer HaZohar;
- Mavo le Sefer HaZohar;
- Pticha le Hokhmat haKabbalah;
- Sefer haIlan (Livro da Árvore  ou  Livro de Ilustrações);
- Pticha le Perush haSulam;
- Ha'Akadama Le Sefer Panim Meirot u'Masbirot;
- Pticha Kolelet leSefer Panim Meirot u'Masbirot (Abertura para Panim Meirot u'Masbirot [Revelações Acolhedor e Iluminado]).

## Doutrina cabalística
(Artigo-Tempo de Agir)
Por um longo tempo, a minha consciência me oprimiu com uma demanda para sair e criar  uma composição fundamental sobre a essência  do judaísmo, da religião e da sabedoria da  Cabala, e difundi-la entre o povo, para que as  pessoas venham a conhecer e compreender  adequadamente essas questões exaltadas em seu  verdadeiro significado. Anteriormente em Israel,  antes do desenvolvimento da indústria gráfica,  não havia entre nós livros falaciosos relacionados à essência do judaísmo [...] recentemente, seu fedor subiu porque  mergulharam suas unhas na sabedoria da Cabala  [...] Estas são as razões que me levaram a sair do  meu caminho e decidir que é “tempo de agir”  pelo Senhor e salvar o que ainda pode ser salvo.  Assim, me encarreguei de revelar um pouco da  essência verdadeira, que diz respeito à questão  acima, e difundi-la entre a nação.— Baal HaSulam Kabbalah Media.com
(Artigo - Revelando uma Porção e ocultando Duas)
Há uma expressão que os grandes sábios usam quando revelam algo profundo. Eles começam  seu discurso com as palavras: “Estou revelando  uma porção ocultando duas”. Nossos antigos  sábios eram muito cuidadosos para não utilizar  palavras desnecessárias, assim como nos  ensinaram que: “Uma palavra é uma rocha, e o silêncio duas”. (Megilá 18a; e Introdução ao  Zohar, verso 18). Isto significa que se você tiver uma palavra que tem valor de uma rocha, saiba que não falar esta palavra vale duas rochas. Isto se refere a aqueles que proferem palavras  desnecessárias que não tem conteúdo ou uso no  contexto dado, e somente usam para construir  uma linguagem mais atrativa ao leitor. Isto foi  estritamente proibido aos olhos dos nossos  sábios, como é claro para quem examina suas  palavras. Então, nós precisamos prestar atenção  para entender estas expressões que foram  utilizadas por eles tantas vezes...— Baal HaSulam Kabbalah Media.com
(Artigo - A essência da Cabala)
Antes de eu começar a explicar a história da Sabedoria da Cabala, que muitos já o fizeram  antes de mim, eu achei necessário explicar claramente a essência desta sabedoria, que ao  meu conhecimento poucas pessoas  compreendem. E é claro não é possível falar da  história de algo sem antes estarmos familiares  com a coisa em si. E embora este conhecimento  seja amplo e mais profundo que o mar, eu ainda  farei um esforço com toda a força e  conhecimento que eu adquiri neste assunto para  dar uma explicação original, e para iluminá-lo  de todos os lados suficientemente para qualquer  um entender e chegar às conclusões corretas  como elas realmente são, sem deixar espaço  para meus leitores enganarem a si mesmos, como tão frequentemente acontece quando  lemos coisas desta natureza...— Baal HaSulam Kabbalah Media.com
(Artigo - O ensinamento da Cabala e Sua essência)
O que é a sabedoria da Cabala? Como um todo, a sabedoria da Cabala diz respeito à revelação da  Divindade, organizada no seu caminho em todos os  seus aspectos – os que emergiram nos mundos e os  que estão destinados a ser revelados, e de todas as  maneiras que podem alguma vez aparecer nos  mundos, até ao fim dos tempos...
Os comentários de Baal ha-Sulam oferecem uma interpretação sistemática do legado do Isaac Luria. Ele foi o primeiro, desde o século XVIII, quando o Baal Shem Tov, Moshe Chaim Luzzatto (Ramchal), o Vilna Gaon e  Sar Shalom Sharabi (o Rashash) ofereceram suas interpretações sobre os ensinamentos do ARI. O sistema de Baal ha-Sulam tem como foco a transformação da consciência do desejo de receber para o desejo de dar, isto é, do egocentrismo para o altruísmo. E este caminho de transformação é descrito na Cabala Luriânica. Baal ha-Sulam afirmou que o propósito de estudar Cabala é igual ao propósito pelo qual os seres humanos foram criados, que através de seu estudo, uma pessoa é capaz de revelar a totalidade dos processos e estruturas que ocorreram na criação do universo. Equivalência de forma essa fonte significa ter os mesmos atributos ou qualidades que Ele, Baal ha-Sulam define as qualidades dessa fonte como sendo altruístas, a saber, o desejo de dar, ou nas palavras de Baal ha-Sulam, a vontade de doar (Ratzon LeHashpia em hebraico). Através do estudo intensivo da Sabedoria da Cabala, o desejo de uma pessoa de dar contentamento aos outros é desenvolvido em relação a esse objetivo. Baal ha-Sulam acreditava que a vinda do Messias significava que os humanos alcançariam essa qualidade e ela lhes permitiria abandonar seu egoísmo e dedicar-se a amar uns aos outros e esse é propósito da vida, como declarado no mandamento "...ame teu amigo como a ti mesmo."
Baal ha-Sulam tinha fortes opiniões políticas, acreditando em uma versão religiosa do comunismo libertário, baseada nos princípios da Sabedoria da Cabala. Embora suas ideias anticapitalista e anti-imperialista mostrem alguma influência marxista, ele se opôs fortemente ao comunismo instituído pela força, acreditava em um desenvolvimento de uma comunidade baseada em amor entre seus membros e uma sociedade fundada na justiça econômica. Ele apoiou o movimento do Kibutz e pregou para o estabelecimento de uma rede de auto-governados internacionalista comunas, que acabariam 'anulando completamente' o regime de força bruta, pois 'todo homem faz aquilo que esta certo aos seus próprios olhos', porque 'não há nada mais humilhante e degradante para uma pessoa do que estar sob a força bruta de um governo."